# 阿尔巴尼亚裔科索沃人
阿尔巴尼亚裔科索沃人，也稱科索沃阿尔巴尼亚族（简称科索沃阿族），是科索沃最大的民族。科索沃阿尔巴尼亚族为阿尔巴尼亚人的一个分支，他们讲阿尔巴尼亚语的盖格方言。
据1991年南斯拉夫人口普查数据（不過阿尔巴尼亚族多半抵制该普查），科索沃阿尔巴尼亚族共有1,596,072人，占人口总数的81.6%。据2000年估计，阿族人口数量在1,584,000至1,733,600之间，占人口总数的88%。2011年时阿族占92.93%。